# Schelpenkoepel (Zutphen)

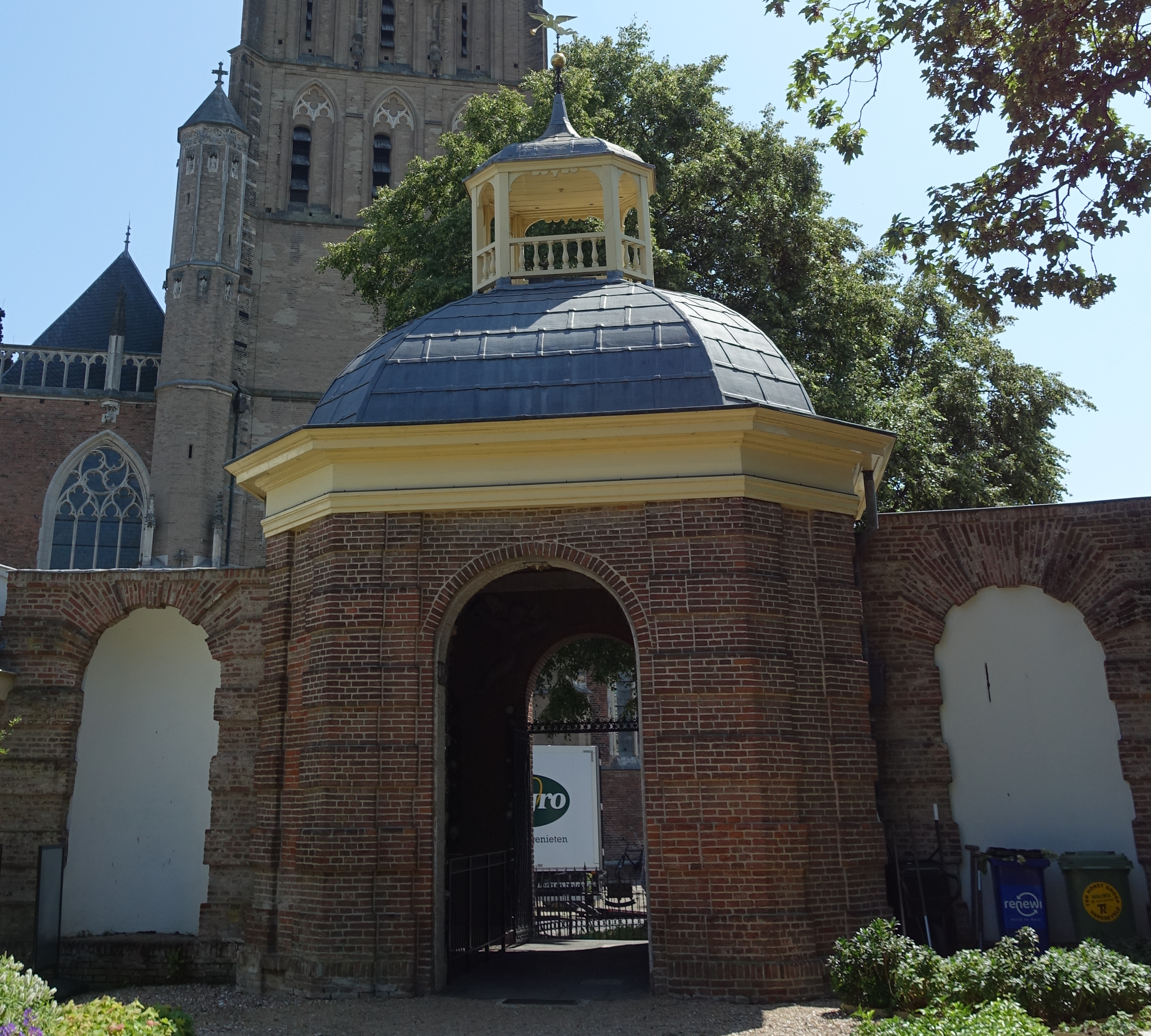
Schelpenkoepel gezien vanuit de tuin. Op de achtergrond de Walburgiskerk

De schelpenkoepel (ook wel schelpenpoort of schelpengrot) in Zutphen is een bouwwerk aan het 's-Gravenhof. De koepel is gebouwd in 1697 in opdracht van Baron Walraven van Heeckeren (1643-1701). De koepel geeft toegang tot tuin van de Hof van Heeckeren. De koepel is onderdeel van het rijksmonument 's Gravenhof 4.

## Interieur

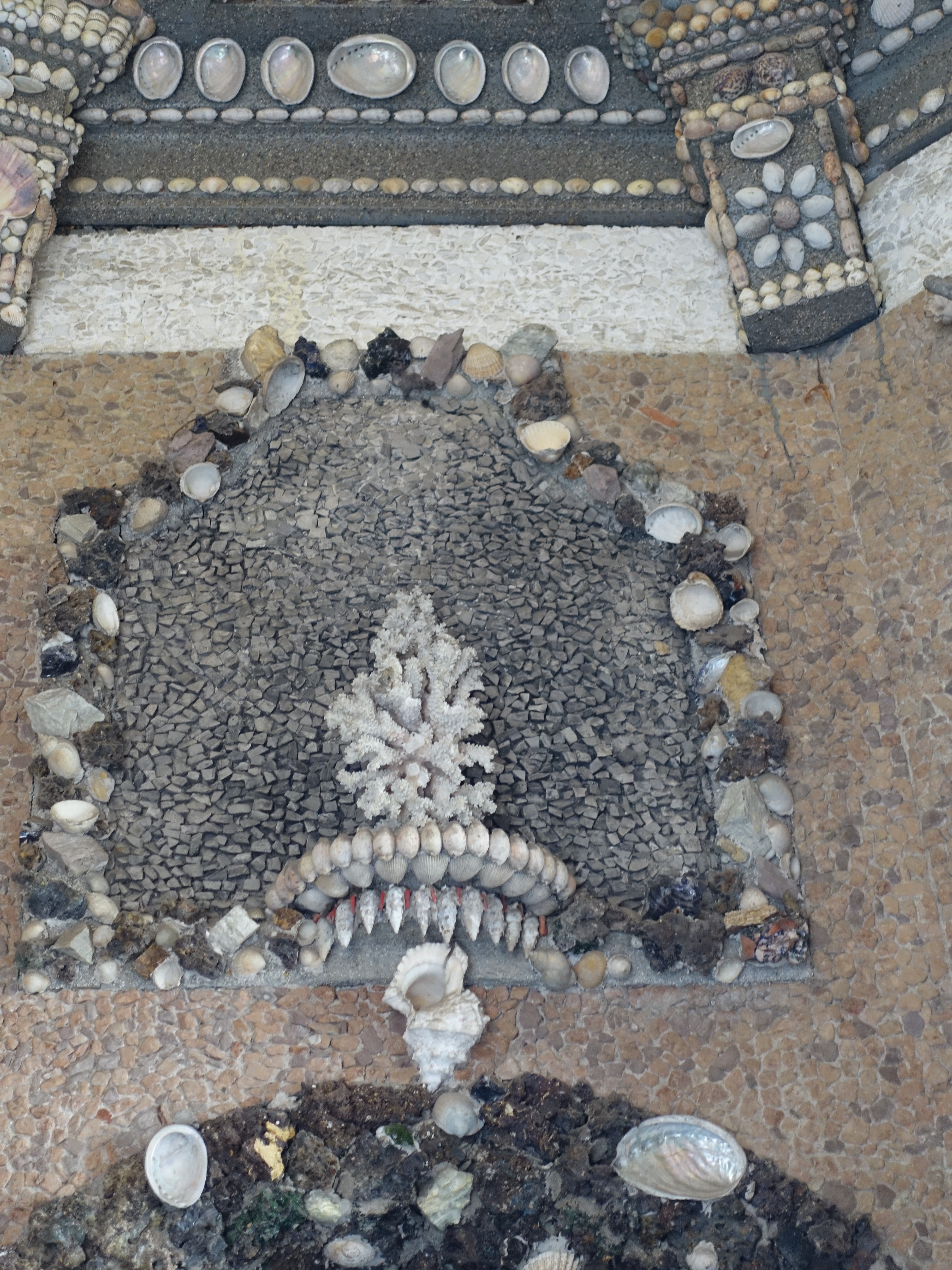
Interieur van de koepel met decoraties van schelpen en koraal.

De koepel is versierd met ca. 10.000 - 15.000 schelpen, verdeeld over 36 soorten, koralen, mineralen en stenen, die meegebracht werden door zeelieden, uit hun reizen voor de VOC en WIC. Ook zijn er puttofiguurtjes in de koepel aangebracht.
De schelpen waren in de 17e eeuw kostbaar en stonden symbool voor de goddelijke perfectie, voor de systematiek en harmonie in de natuur en daarmee voor de paradijselijke schepping.

## Exterieur
Het grondplan is rechthoekig met afgeschuinde hoeken. Het koepeldak is met lood bekleed. De lantaarn is van hout en bovenop staat een koperen windvaan. Deze heeft de vorm van een engel met een bazuin. Er zijn in het metselwerk acht hoekpilasters en aangebracht en ter decoratie horizontale banden. De koepel staat niet vrij, maar is verbonden met de muren rond te tuin.

## Geschiedenis

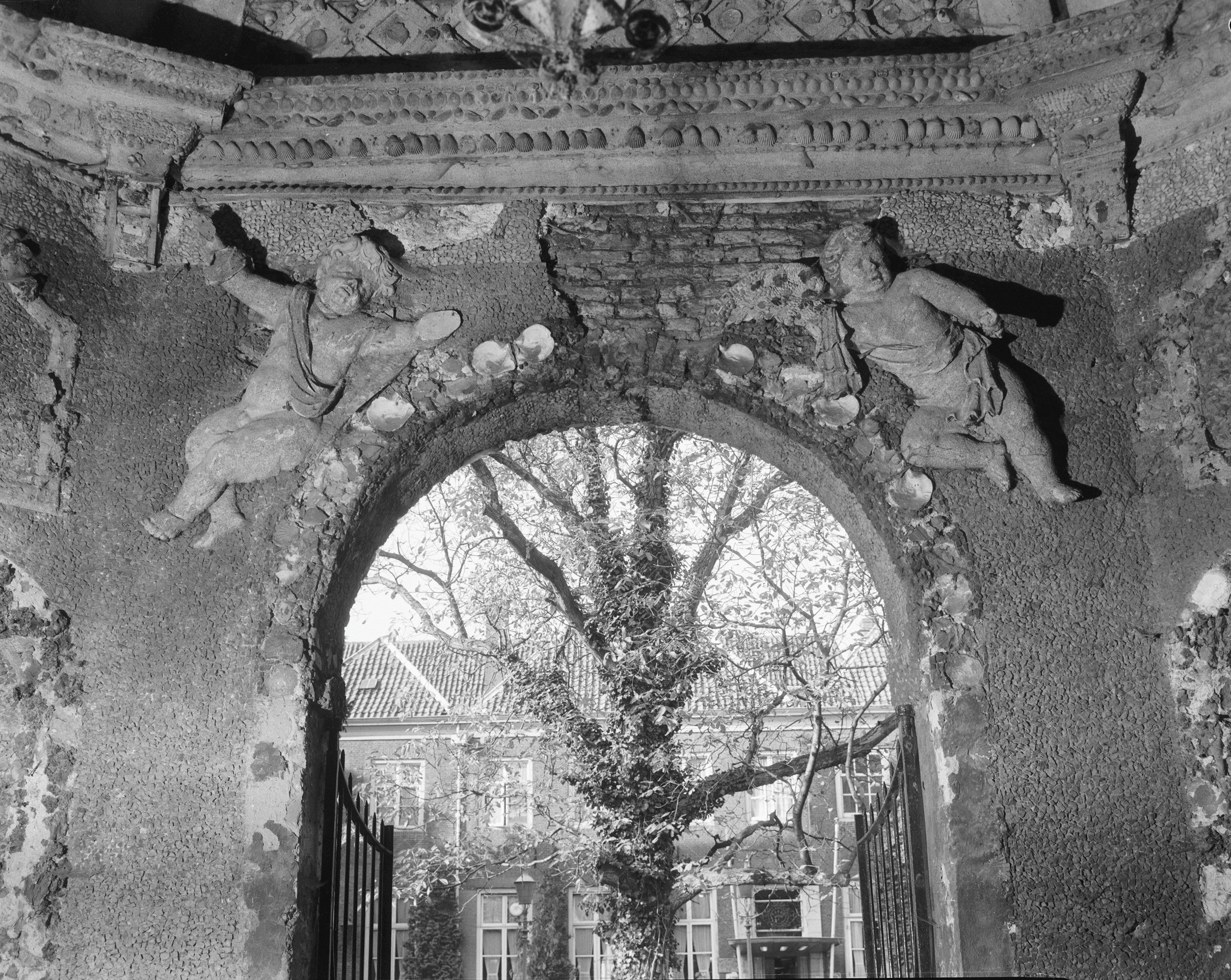
De putti in de schelpenkoepel (foto uit 1964)

De koepel was een geschenk van de Zweedse koning, waar Walraven van Heeckeren ambassadeur was. Het ontwerp was van de Zweedse architect Johan Hårleman.
In de 19e eeuw werd de schelpenkoepel helemaal van pleisterwerk voorzien. In 1966 werd de oorspronkelijke vorm hersteld. In 2001 volgde ook een restauratie, waarbij 10.800 nieuwe schelpen werden aangebracht met hulp van Muzee Scheveningen. In 2016 werd de koepel opnieuw gerestaureerd. Ter bescherming van de decoratie werd er een hekwerk in aangebracht.

## Wetenswaardigheden
Er zijn in Nederland nog meer bouwwerken versierd met schelpen:
- Schelpengalerij (Kasteel Rosendael)[8]
- Schelpengrot (Het Loo)
- Schelpengrot (Nienoord)
- Schelpengrot in de kelder van Slot Zeist
- Schelpengrot in Kasteel De Raay (Baarlo)
- Schelpengrot in de tuin van het huis Zijdebalen aan de Vecht te Utrecht.